# Rosario (La Union)
Rosario (Bayan ng Rosario) är en kommun i Filippinerna. Kommunen ligger på ön Luzon, och tillhör provinsen La Union. Folkmängden uppgår till 55 458 invånare år 2015.
Rosario är indelat i 33 barangayer.